# Jocelyn Guèvremont
Jocelyn Marcel Guèvremont (* 1. März 1951 in Montreal, Québec) ist ein ehemaliger kanadischer Eishockeyspieler und -trainer, der im Verlauf seiner aktiven Karriere zwischen 1967 und 1980 unter anderem 611 Spiele für die Vancouver Canucks, Buffalo Sabres und New York Rangers in der National Hockey League auf der Position des Verteidigers bestritten hat.

## Karriere
Guèvremont spielte während seiner Juniorenzeit zunächst zwischen 1967 und 1968 für ein Jahr bei den neu gegründeten Saints de Laval in der Ligue de hockey junior du Québec, ehe er zur Saison 1968/69 zu den Canadien junior de Montréal in die Ontario Hockey Association wechselte. Bei den Junior Canadiens verbrachte der Verteidiger drei überaus erfolgreiche Jahre. Am Ende der Spielzeiten 1968/69 und 1969/70 gewann er mit dem Team jeweils das Double aus J. Ross Robertson Cup und Memorial Cup. Die Saison 1970/71 beschloss der Franko-Kanadier schließlich mit dem Gewinn Max Kaminsky Trophy als bester Abwehrspieler der OHA und im First All-Star Team der Liga. Nach dem Abschluss des Spieljahres wurde er zudem als Gesamtdritter im NHL Amateur Draft 1971 von den erst ein Jahr zuvor in die National Hockey League aufgenommenen Vancouver Canucks ausgewählt. Er war damit neben Bobby Lalonde und Rich Lemieux einer von drei Spielern Montréals, die von den Canucks in einer der ersten drei Draftrunden gezogen worden waren.
Bei den Canucks kam der 20-Jährige mit Beginn der Saison 1971/72 auf Anhieb zum Einsatz. Der Rookie sammelte 51 Scorerpunkte in 75 Partien – zu diesem Zeitpunkt ein NHL-Rekord für Verteidiger in ihrem ersten Ligajahr. Sein Spiel brachte ihm nach der Saison eine Nominierung für den Kader der kanadischen Nationalmannschaft für die Summit Series 1972 gegen die UdSSR ein. Dort wurde er jedoch nicht eingesetzt, auch weil er aufgrund der Erkrankung seiner mitgereisten Ehefrau das Team während des Aufenthalts in Moskau frühzeitig verließ, um sie in Kanada behandeln zu lassen. In den folgenden beiden Spieljahren in Vancouver war Guèvremont weiterhin ein solider Punktesammler. Sein Defensivspiel verbesserte sich jedoch nur sehr langsam, da den Canucks ein erfahrener Spieler auf dieser Position fehlte, um Guèvremont dies zu vermitteln. Kurz nach dem Beginn der Spielzeit 1974/75 wurde er daher gemeinsam mit Bryan McSheffrey zu den Buffalo Sabres transferiert. Im Gegenzug wechselten Gerry Meehan und Mike Robitaille nach Vancouver.
In Buffalo verbesserte sich das Spiel des Franko-Kanadiers deutlich. Er erwies sich weiterhin als profitabler Scorer von der blauen Linie, jedoch spiegelte sich sein besseres Defensivspiel deutlich in seiner Plus/Minus-Statistik wider. Der Abwehrspieler blieb bis zum Ende der Spielzeit 1978/79 in Buffalo, ehe er zu den New York Rangers transferiert wurde. Dort kam Guèvremont nur sporadisch zum Einsatz, sodass er noch im Saisonverlauf zum Farmteam, den New Haven Nighthawks, in die American Hockey League geschickt wurde. Da er in diesem Zusammenhang eine chronische Schulterverletzung publik machte, fand er zur Saison 1980/81 keine neue Anstellung in der NHL. Daraufhin beendete er im Sommer 1980 im Alter von 29 Jahren seine aktive Karriere.
Nach seinem Karriereende strebte Guèvremont eine Trainerkarriere an. So betreute er in der Saison 1982/83 die Voltigeurs de Drummondville aus der Ligue de hockey junior majeur du Québec hauptverantwortlich sowie im darauffolgenden Jahr die Cornwall Royals aus der Ontario Hockey League. Es folgte eine mehrjährige Pause, ehe sich der Kanadier in der Saison 1995 von den Ottawa Loggers aus der Roller Hockey International als Trainer verpflichten ließ.

## Erfolge und Auszeichnungen
| - 1969 J.-Ross-Robertson-Cup-Gewinn mit den Canadien junior de Montréal - 1969 Memorial-Cup-Gewinn mit den Canadien junior de Montréal - 1970 J.-Ross-Robertson-Cup-Gewinn mit den Canadien junior de Montréal - 1970 OHA Second All-Star Team - 1970 Memorial-Cup-Gewinn mit den Canadien junior de Montréal | - 1971 Max Kaminsky Trophy - 1971 OHA First All-Star Team - 1974 Teilnahme am NHL All-Star Game - 2005 Aufnahme in die Hall of Fame des kanadischen Sports (als Spieler des kanadischen Teams der Summit Series 1972) |

## Karrierestatistik
(Legende zur Spielerstatistik: Sp oder GP = absolvierte Spiele; T oder G = erzielte Tore; V oder A = erzielte Assists; Pkt oder Pts = erzielte Scorerpunkte; SM oder PIM = erhaltene Strafminuten; +/− = Plus/Minus-Bilanz; PP = erzielte Überzahltore; SH = erzielte Unterzahltore; GW = erzielte Siegtore; 1 Play-downs/Relegation; Kursiv: Statistik nicht vollständig)